# Gronik (720 m)
Gronik (720 m n.p.m.) – szczyt w Paśmie Stożka i Czantorii w Beskidzie Śląskim. Znajduje się pomiędzy Czantorią Wielką i Czantorią Małą, ale nie w głównej grani, która przebiega tu przez przełęcz, lecz w odchodzącym od niej na północ krótkim grzbiecie oddzielającym doliny potoków Groniki (po wschodniej stronie) i Potoku Roztoki (po zachodniej stronie). Do wideł tych potoków opada także północny stok Gronika. Stok południowy opada na bezleśną przełęcz, na której dawniej istniała osada Bakule. Obecnie z przełęczy tej na polanę Goryczka szeroką przecinka prowadzi wyciąg krzesełkowy. Polana Goryczka znajduje się na zachodnim stoku Gronika, poza tym Gronik jest porośnięty lasem. Znajduje się w granicach miasta Ustroń w województwie śląskim, powiecie cieszyńskim. Na polanie Goryczka znajduje się hotel „Bielenda”, do którego dochodzi droga z Ustronia.